# Adrien Miéville
Adrien Miéville (* 16. August 1890 in Neuilly-sur-Seine; † 17. Februar 1964 in Vevey; heimatberechtigt in Lonay) war ein Schweizer Politiker (PdA, ehemals FDP und SP).

## Leben
Miéville war als Arzt tätig. Von 1925 bis 1933 sass er für die Freisinnigen im Gemeinderat von La Tour-de-Peilz.
Schockiert über die Schiesserei während den Unruhen von Genf 1932 trat er demonstrativ in die Waadtländer SP ein und wurde für sie 1933 in den Grossrat gewählt, dem er bis 1937 angehörte. Danach schloss er sich der Kommunistischen Partei und diversen linken Organisationen wie der Gesellschaft Schweiz-Sowjetunion oder der Centrale Sanitaire Suisse an. Während des Kriegs unterstützte er die Widerstandskämpfer aus Savoyen. 1944 zählte er zu den Gründungsmitgliedern des Parti ouvrier et populaire, der Waadtländter Sektion der Partei der Arbeit der Schweiz (PdA), und sass eine Haftstrafe wegen illegaler politischen Betätigung ab. Von 1946 bis 1964 war Miéville im Gemeinderat von Vevey. Bei den Schweizer Parlamentswahlen 1947 wurde er für die PdA in den Nationalrat gewählt, dem er bis 1950 angehörte.
Miéville war mit Schriftstellern und Künstlern wie Le Corbusier, Romain Rolland und Charles Ferdinand Ramuz befreundet, war Mitglied der Studentenverbindung Zofingia und Träger der Médaille de la Résistance.